# Fundu Văii (gmina Poienești)
Fundu Văii – wieś w Rumunii, w okręgu Vaslui, w gminie Poienești. W 2011 roku liczyła 98 mieszkańców.